# Zaccaria Trevisan (politico 1414)
Zaccaria Trevisan (Venezia, 1414 – giugno o luglio 1466) è stato un politico, diplomatico e umanista italiano.

## Biografia

### Famiglia e formazione
Era figlio di Zaccaria senior, morto pochi mesi prima della sua nascita, e di Caterina Marcello. Proveniva dalla famiglia Trevisan "di San Stae" la quale, benché ammessa nel patriziato solo nel 1381, era riuscita a collocarsi stabilmente nell'élite della nobiltà veneziana. Non va confuso con un omonimo cugino, suo coetaneo, che fu padre del procuratore di San Marco Domenico e nonno del doge Marcantonio.
Nel 1432 fu presentato in Avogaria dal prozio Azzo e da Francesco Barbaro. Quest'ultimo era stato amico e discepolo di suo padre (nel testamento lo aveva equiparato ai propri figli) e fece a sua volta da mentore al Trevisan: in una lettera quest'ultimo lo definì «padre ottimo» e «integerrimo».
Non è un caso, quindi, se gli interessi iniziali del Trevisan furono, più che la politica, gli studi umanistici. Così, anche se nel 1434 entrò in Maggior Consiglio come avogadore piccolo presso un tribunale secondario (ancora una volta patrocinato dal Barbaro), non interruppe la propria formazione. Allievo di Paolo della Pergola alla scuola di Rialto, l'8 novembre 1434 ottenne la licenza e il dottorato in artibus all'Università di Padova. Si cimentò poi nel diritto e nel 1435 compose un'orazione in occasione della licenza in utroque iure del compagno di studi Giovanni Marin.
All'inizio si indirizzò verso la vita consacrata e forse potrebbe aver ricevuto la tonsura se non gli ordini minori; così riferisce il Barbaro in una lettera inviata al patriarca di Aquileia Ludovico di Teck, raccomandandoglielo per la nomina a protonotario apostolico. Cambiò idea poco tempo dopo e nel 1349 sposò Dorotea di Santo Venier, nipote del doge Francesco Foscari per parte di madre. Dal matrimonio nacquero almeno tre figli maschi: Giovanni (consigliere ducale), Andrea (podestà e poi vescovo di Feltre) e Benedetto.
Tra il 25 e il 26 agosto 1442 ottenne la licenza e il dottorato in diritto. In quell'occasione Marco Donà compose un discorso elogiativo in cui unì la celebrazione di Zaccaria senior a quella del figlio; di quest'ultimo esaltò la condotta austera, che lo aveva portato a cimentarsi con costanza agli studi e il carattere umile, più adatto a un ecclesiastico che a un politico.
In realtà, sebbene entrambi fossero divenuti uomini di successo, le differenze tra padre e figlio furono notevoli: Zaccaria senior riuscì sempre a trovare un equilibrio tra le proprie passioni culturali e la vita pubblica, che esercitò anche al di fuori della Serenissima; Zaccaria iunior, invece, si servì delle proprie conoscenze per percorrere una ragguardevole carriera politica, ma sempre all'interno delle magistrature veneziane.

### Carriera politica
A partire dai trent'anni, fece parte dei Consigli della Repubblica quasi senza interruzioni, fatte salve le parentesi che lo videro impegnato fuori da Venezia: per almeno quattro volte sedette nel Consiglio Ducale, per almeno cinque nel Consiglio dei Dieci e per almeno dodici nel Collegio dei Savi (savio di Terraferma fino al 1451, quindi savio Grande).
Fu però nella diplomazia e nel governo dei reggimenti che il Trevisan ebbe modo di mettere in pratica le sue competenze nell'oratoria e nel diritto.
Nel 1443 fu nominato ambasciatore a Bologna. L'anno successivo era a Rimini presso Sigismondo Malatesta, nel 1445 nuovamente a Bologna e nel 1446 a Firenze. Tornato in patria nell'aprile 1447, ripartì per Roma dove, con altri tre patrizi, recò gli omaggi della Repubblica al neoeletto papa Niccolò V (fu lui a pronunciare l'orazione di saluto). Nel 1448 venne inviato presso Ludovico di Savoia per parlare di un'alleanza militare e, secondo quanto raccontato da Marin Sanudo il Giovane, rinunciò alla dotazione stanziata pur di ottenere l'incarico.
Grazie alle sue disponibilità economiche, si prodigò nei confronti dei nobili poveri (fino a creare dei rapporti di clientelismo) e anche gli altri umanisti, come Niccolò Sagundino.
Nel 1449-50 ricoprì la carica di podestà di Verona. Come già avevano fatto altri rettori umanisti e giuristi (Francesco Barbaro a Vicenza nel 1425 e Ludovico Foscarini a Feltre nel 1439-40), mise in pratica le proprie competenze per riformare gli statuti cittadini.
Successivamente fu ancora impegnato in diplomazia e nel 1451 rivolse ai fiorentini un'epistola, dopo essere stato in una missione a Napoli e a Firenze nel tentativo di concludere un'alleanza che ponesse fine alle guerre in Italia.
Divenuto luogotenente della Patria del Friuli, ricevette a Venzone il titolo di cavaliere, concessogli dall'imperatore Federico III che era stato accolto a Venezia con grandi onori mentre tornava dall'incoronazione a Roma.
Tornato in laguna, ripartì nel maggio 1454 per rappresentare la Repubblica alla dieta di Ratisbona. Ma nell'autunno, prima della fine dell'assemblea, fu incaricato di sondare una possibile alleanza con Firenze, il papa e gli Aragonesi. Incontrò Alfonso il Magnanimo a Gaeta tuttavia, a causa delle difficoltà incontrate, dovette essere affiancato dall'ambasciatore ordinario Giovanni Moro con cui il sovrano aveva maggiore confidenza. Questo "smacco" dimostrerebbe come le migliori doti del Trevisan, anche dopo decenni di carriera politica, restassero quelle culturali.
Rientrato in patria, nel febbraio 1456 venne eletto in Avogaria per affiancare Ludovico Foscarini nei difficili anni del processo a Jacopo Foscari e della deposizione del padre, il doge Francesco.
L'ultima fase ella sua esistenza lo vide principalmente impegnato nella capitale o nei reggimenti di Terraferma. Fu capitano di Brescia (1456-57), capitano di Verona (1459-60) e podestà di Padova (1462-63); in quest'ultimo caso venne ricordato per aver effettuato la ricognizione delle reliquie di san Luca evangelista, a causa di una controversia fra i benedettini padovani e i francescani veneziani. 
Nel 1462 figurò tra i quarantuno elettori del doge Cristoforo Moro.
Nel 1464 svolse la sua ultima missione, prendendo parte a una delegazione di dieci patrizi per rendere omaggio al neoeletto papa Paolo II (il veneziano Pietro Barbo); fu lui a comporre l'orazione di saluto, che è pervenuta fino ai nostri giorni. Caduto malato, per questa ragione rientrò in patria in ritardo. 
Eletto ancora consigliere ducale, nel giugno 1466 ebbe il permesso di curarsi per un mese alle terme euganee, ma dovette morire poco dopo visto che il 18 luglio risulta in carica un nuovo consigliere. Venne sepolto nella chiesa della Certosa, non a caso visto che già nel 1449 una lettera del Barbaro accenna a un legame tra il Trevisan e i certosini; lo raggiunse, una ventina d'anni dopo, la moglie Dorotea.

### Umanista
Il Trevisan fu un esponente dell'umanesimo veneziano, ma certamente non quanto lo era stato il padre. Produsse pochi lavori, di cui ci sono pervenuti alcuni discorsi (perlopiù pronunciati durante le missioni diplomatiche) e due epistole di annuncio o ringraziamento. Tutte queste opere sono legate ad avvenimenti della sua carriera politica, che fu l'impegno che lo assorbì maggiormente sin dalla giovinezza.
Come già accennato, sarebbe stata proprio la preparazione culturale a determinarne il successo nella vita pubblica, unito al prestigio del padre e al legame matrimoniale con i Foscari. Questo portò i due aspetti ad intrecciarsi e talvolta contraddirsi, visto che i valori culturali ed etici dell'umanesimo spesso si scontravano con l'ambizione e i compromessi della politica; così, se inizialmente fu il primo a dare impulso alla seconda, in seguito convissero ponendosi reciprocamente delle grossi ostacoli (vedi lo "smacco" di Gaeta).